# معنوی بخارایی
معنوی بخارایی شاعر ایرانی پایان دوره سامانیان و آغاز روزگار غزنویان است. شعر زیر از اوست:
| هرچه آن بر تن تو زهر بُوَد |  | بر تن مردمان مدار تو نوش |
| ندهی داد داد کس مستان    |  | انگبین‌خر مباش و زهرفروش  |